# Saclamantón
Saclamantón es una localidad del estado mexicano de Chiapas. Es parte del municipio de Chamula.

## Demografía
| Gráfica de evolución demográfica |
|                                  |

| Censo | Población |
| ----- | --------- |
| 1930  | 496       |
| 1940  | 362       |
| 1950  | 365       |
| 1960  | 368       |
| 1970  | 711       |
| 1980  | 949       |
| 1990  | 941       |
| 2000  | 1 316     |
| 2010  | 1 348     |
| 2020  | 1 761     |